# Trite urvillei
Trite urvillei es una especie de araña saltarina del género Trite, familia Salticidae. Fue descrita científicamente por Dalmas en 1917.
Habita en Nueva Zelanda.